# Martina Trevisan
Martina Trevisan (Firenze, 3 novembre 1993) è una tennista italiana.
Specialista della terra battuta, in singolare ha vinto un titolo del circuito maggiore e nelle prove del Grande Slam ha raggiunto la semifinale al Roland Garros 2022. Il suo miglior ranking WTA è stata la 18ª posizione raggiunta a maggio 2023 e ha concluso una stagione da numero uno d'Italia.
In doppio ha disputato una finale WTA e si è spinta fino ai quarti di finale agli Australian Open 2021.

## Biografia
La madre Monica è una maestra di tennis, il padre Claudio è un ex calciatore che ha giocato anche in Serie B. Ha un fratello e una sorella maggiori, Matteo, ex tennista, e Claudia.

## Carriera

### Juniores
Mancina, da juniores è stata numero 57 della classifica mondiale, posizione raggiunta il 12 ottobre 2009. Nello stesso anno raggiunge le semifinali in doppio al Roland Garros Juniores e a Wimbledon Juniores e ha vinto il primo titolo ITF in doppio in coppia con Anastasia Grymalska a Pesaro.
Non ha giocato per quattro anni, dalla fine del 2009 al 2014, anche a causa di alcuni infortuni e di problemi legati all'anoressia.

### 2014 - 2016
Torna all'attività agonistica nel 2014 conquistando i primi due titoli ITF in singolare a Pula, battendo in finale Cristiana Ferrando e Marie Benoît.
Nel 2015, oltre ad altri due titoli a Pula, conquista il primo ITF da 25 000 dollari a Roma battendo la svizzera Sabino. Sei anni dopo il primo successo torna a conquistare anche un titolo in doppio con Alice Matteucci.
L'anno successivo aggiunge al suo palmares altri due titoli ITF e, partita dalle qualificazioni, si spinge fino alla finale del 100 000 dollari di Biarritz, dove deve arrendersi in tre set a Rebecca Šramková. In poco più di due anni dal rientro risale le classifiche fino alla posizione 236, con la quale archivia la stagione 2016.

### 2017: debutto in Fed Cup

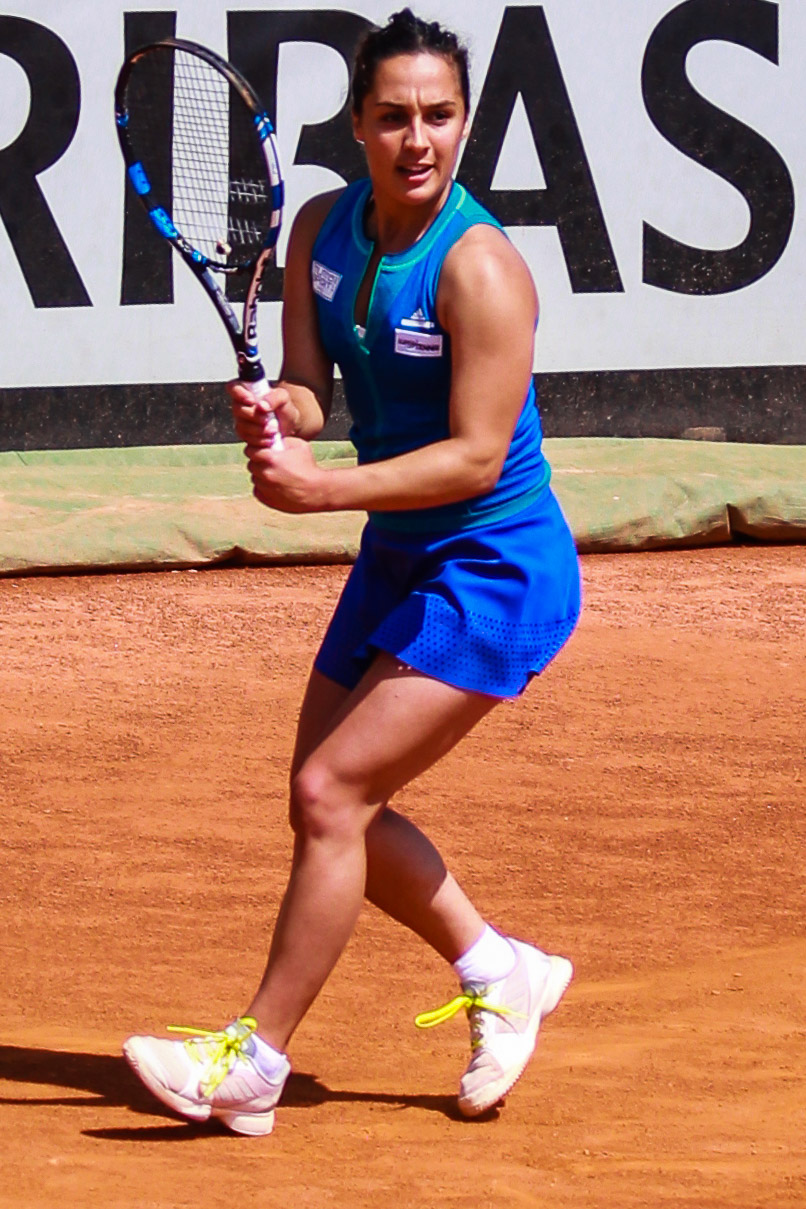
Martina Trevisan nel 2017

A febbraio viene convocata per la prima volta a rappresentare l'Italia in Fed Cup nella sfida contro la Slovacchia che si svolge al PalaGalassi di Forlì; debutta il 12 febbraio 2017 in doppio in coppia con Jasmine Paolini contro Anna Karolína Schmiedlová e Rebecca Šramková. La coppia italiana vincerà la partita per il ritiro delle avversarie avvenuto durante il primo set sul punteggio di 5-2 per l'Italia.
Il 22 aprile gioca per la prima volta da singolarista in Fed Cup, nell'incontro tra Italia e Taiwan, vincendo la partita che la vedeva opposta a Lee Ya-hsuan con il punteggio di 2-6, 6-3, 12-10 dopo due ore e 55 minuti di gioco. Martina Trevisan ha definito questa partita la vittoria più sofferta ed emozionante della sua carriera.
A maggio, in coppia con Sara Errani, partecipa al torneo di doppio degli Internazionali d'Italia 2017: la coppia batte al primo turno Cristina McHale e Monica Niculescu con il punteggio di 2-6, 6-4, 10-8; al secondo turno Errani e Trevisan sconfiggono Konta e Siegmund per 2-6, 7–6(5), 10-7, ma vengono sconfitte nei quarti di finale da Mirza e Shvedova per 6-4, 6-1.
A giugno arriva in finale al torneo ITF di Grado dove viene sconfitta da Anna Karolína Schmiedlová per 6-2, 2-6, 4-6; il 25 giugno 2017 vince il torneo ITF di Varsavia battendo in finale Olga Ianchuk 6-2, 6-4. Tenta per la prima volta le qualificazioni per Wimbledon ma viene subito eliminata da Polina Monova.
Supera i due turni di qualificazione a Gstaad e debutta nel torneo e nel circuito WTA contro Anett Kontaveit, numero 32 del mondo, che la sconfigge per 6-1, 6-3. Bissa l'accesso nel tabellone principale a Bastad, sempre superando le qualificazioni, ma deve subire un'altra sconfitta, stavolta per opera della Golubic, con il punteggio di 6-4, 6-3. La seconda partecipazione alle qualificazioni di uno Slam è agli US Open dove supera il primo turno contro la Krejsova ma perde al turno successivo da Leslie Kerkhove.
Il 3 settembre raggiunge la finale al torneo ITF di Bagnatica ma viene sconfitta da Melanie Stokke per 7–6(6), 6-3. La settimana successiva si spinge fino alle semifinali nel torneo da 80.000 dollari di Biarritz, perdendo dalla Buzărnescu.

### 2018

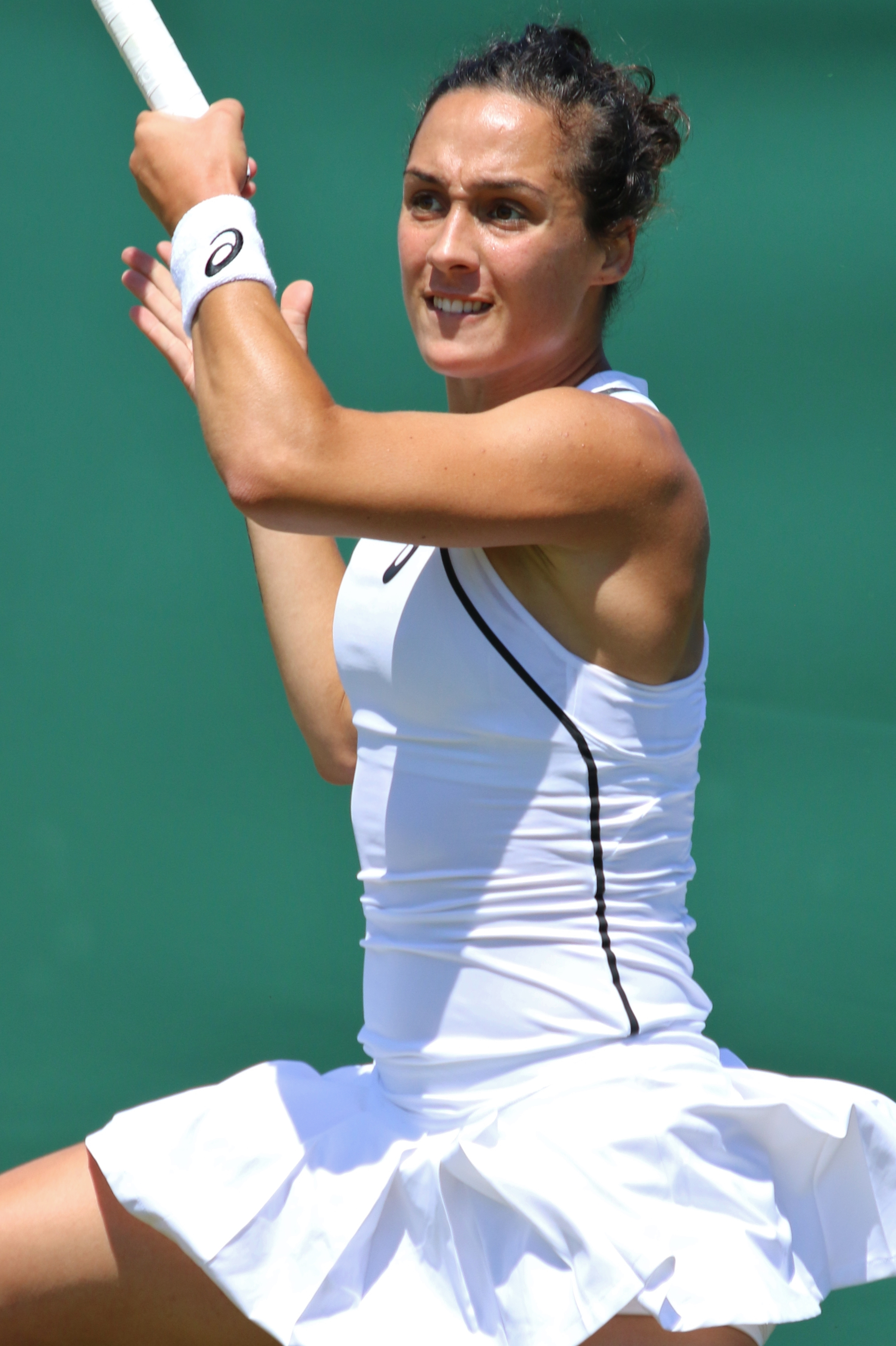
Martina Trevisan durante le qualificazioni di Wimbledon 2018

Dopo alcuni mesi di stop per infortunio, torna in campo a marzo e, dopo un paio di apparizioni a Santa Margherita, tenta senza fortuna le qualificazioni dell'International di Lugano, dove viene superata per 6-2, 6-1 da Marie Bouzková. Sfrutta al meglio la wild card concessa sempre a Santa Margherita ritrovando la via della finale, che però perde in tre set contro Manon Arcangioli.
A maggio 2018, in coppia con Sara Errani, partecipa al torneo di doppio degli Internazionali d'Italia 2018 grazie a una wild card: la coppia italiana batte al primo turno Peng Shuai e Wang Yafan con il punteggio di 7-5, 7-6, ma viene sconfitta al secondo turno dalla coppia Babos e Mladenovic per 6-0, 6-3. Giunge poi al turno decisivo nelle qualificazioni al Roland Garros perdendo contro l'americana Min in tre set dopo avere vinto il primo parziale. La seconda finale stagionale arriva all'ITF da 60 000 dollari di Brescia dove è l'estone Kanepi a impedirgli la vittoria del trofeo.
A Wimbledon vince per la prima volta un match di qualificazione contro la belga Zanevs'ka, ma viene battuta nel secondo turno da Nicole Gibbs. Sempre a luglio torna a conquistare l'accesso a un International superando le qualificazioni prima a Gstaad, dove viene però superata per 6-2, 7-5 dalla testa di serie numero tre del torneo Kužmová, poi a Mosca, dove è l'ucraina Kozlova a batterla per 6-3, 6-4.
Avvia la stagione americana nel ricco ITF di Vancouver (100 000 dollari) dove supera brillantemente le qualificazioni e si spinge poi fino alle semifinali quando viene battuta dalla giapponese Doi in due set. Anche agli US Open sfiora la qualificazioni battendo Karantcheva e Lepchenko; al terzo turno è però Kathinka von Deichmann a impedirle l'accesso al tabellone principale. Si tratta dell'ultimo risultato di rilievo di una stagione che ha visto la fiorentina militare stabilmente tra le prime duecento del mondo e terza italiana nel ranking femminile.

### 2019
Si iscrive alle qualificazioni degli Australian Open, elimina Zarychka e Sharipova e nel terzo turno arriva a un passo dalla vittoria portandosi sul 6-3, 5-4, ma viene rimontata dalla cinese Zhu che prima vince il tie break del secondo set e poi si impone 6-1 nel terzo. Torna a essere convocata per la nazionale di Fed Cup per il match contro la Svizzera, giocando il match di doppio con Sara Errani con l'eliminazione già sancita dallo 0-3 decretato dai singolari precedenti. La coppia italiana si impone su Bacsinszky - Vögele per 7–6(5), 3-6, [10-5] e permette alla Trevisan di mantenere la personale imbattibilità nel torneo dopo le due vittorie del 2017.
Torna a figurare nel tabellone principale di un torneo WTA ad Acapulco dove, pur battuta nell'ultimo turno di qualificazione dalla belga Bonaventure, viene ripescata e incontra la tedesca Tatjana Maria dalla quale viene battuta per 6-2, 7–6(1).
Ad aprile conquista l'accesso al torneo di Charleston battendo McNally e Karatančeva, per poi incontrare al primo turno l'ucraina Kičenok, con la quale conquista il primo successo WTA in carriera; al secondo turno è opposta alla numero due del torneo Bertens, con la quale riesce a conquistare solo tre giochi. Schierata come titolare nello spareggio contro la Russia di Fed Cup, pur avendo vinto il primo set viene superata dalla Potapova nel match d'esordio e poi cede il punto decisivo alla Russia perdendo contro la ex numero 13 del mondo Pavljučenkova.
A Roma replica, grazie a una wild card, il doppio con Sara Errani perdendo all'esordio contro Klepač - Krunić. Il debutto nelle qualificazioni al Roland Garros è positivo, con la vittoria in tre set contro la Smitková, seguita però dalla sconfitta, sempre in tre set, contro Babos.
La breve stagione sull'erba si limita ai due primi turni di qualificazione a Birmingham (3-6, 4-6 dalla Świątek) e Wimbledon (3-6, 4-6 dalla Ponchet). Tornata sulla terra rossa, guadagna la semifinale nel toreno da 100000 $ di Contrexeville e in seguito incontra per due volte consecutive Cornet al primo turno di Losanna (dove subisce un doppio 4-6) e Palermo (dove cede al terzo set dopo essersi aggiudicata il tie break del primo parziale).
Poco fortunato il tentativo nelle qualificazioni agli US Open, dove viene battuta subito dalla russa Gracheva. In coda di stagione conquista due finali a Santa Margherita di Pula, conquistando nella prima occasione il suo nono titolo in carriera contro l'australiana Mendez, perdendo invece nella seconda contro l'argentina Podoroska. Chiude l'anno intorno alla 150ª posizione, confermando la terza posizione tra le italiane nella classifica WTA.

### 2020: quarti di finale al Roland Garros, prima finale WTA in doppio e ingresso in Top 100
Inizia l'anno conquistando per la prima volta in carriera l'accesso al tabellone principale degli Australian Open: da numero 154 del mondo prende parte alle qualificazioni del primo Slam di stagione riuscendo a battere la ex numero 5 del mondo Eugenie Bouchard al turno decisivo. Nel primo turno cede il passo per 6-2 6-4 a colei che si rivelerà poi essere vincitrice dell'edizione 2020 del Grand Slam Australiano, la statunitense Sofia Kenin. In seguito non supera le qualificazioni nei tornei di Acapulco e Monterrey, sconfitta rispettivamente da Caroline Dolehide e Stefanie Vögele.
Il mondo del tennis viene costretto a uno stop forzato dal 9 marzo al 3 agosto a causa della pandemia di COVID-19. Scende in campo a Palermo, venendo eliminata nel terzo turno delle qualificazioni da Kaja Juvan. In coppia con la connazionale Elisabetta Cocciaretto raggiunge la prima finale WTA in carriera, grazie alle vittorie su Anastasiya Komardina/Varvara Gračëva per 6-1 7-5; Georgina García Pérez/Sara Sorribes Tormo, prime favorite alla conquista del titolo, per 6-3 2-6 [10-5] e Rosalie Van Der Hoek/Bibiane Schoofs, teste di serie numero quattro, per 6-4 6-3. Vengono sconfitte nell'ultimo atto da Tamara Zidanšek e Arantxa Rus, le quali si impongono con il punteggio di 5-7 5-7.
Non accede al tabellone principale nemmeno al Foro Italico negli Internazionali d'Italia, estromessa da Misaki Doi in tre parziali.
Successivamente prende parte al Roland Garros dove accede al main draw in seguito alle vittorie su Sachia Vickery per 4-6 6-2 6-3, Asia Muhammad per 6-3 6-4 e Astra Sharma con un doppio 6-1. Nel primo turno incontra la connazionale Camila Giorgi, la quale si ritira sul punteggio di 5-7 0-3 in favore a Trevisan; estromette in rimonta Cori Gauff per 4-6 6-2 7-5 e Maria Sakkarī, numero ventiquattro del mondo, per 1-6 7–6(6) 6-3, annullando due match point a quest'ultima. In tal modo accede per la prima volta agli ottavi di finale in uno Slam. Qui supera la quinta testa di serie e numero otto del mondo Kiki Bertens con un doppio 6-4, registrando la prima vittoria contro una top 10 in carriera e accedendo per la prima volta ai quarti di finale in un Major, prima italiana a ottenere questo risultato dopo Camila Giorgi a Wimbledon 2018. Inoltre è la nona italiana a raggiungere la seconda settimana del Roland Garros (l'ultima era stata Sara Errani nel 2015) e si assicura l'accesso tra le prime cento del mondo. Nei quarti incontra la rivelazione del torneo e futura campionessa Iga Świątek, perdendo per 3-6 1-6.

### 2021: prima finale in un WTA 125

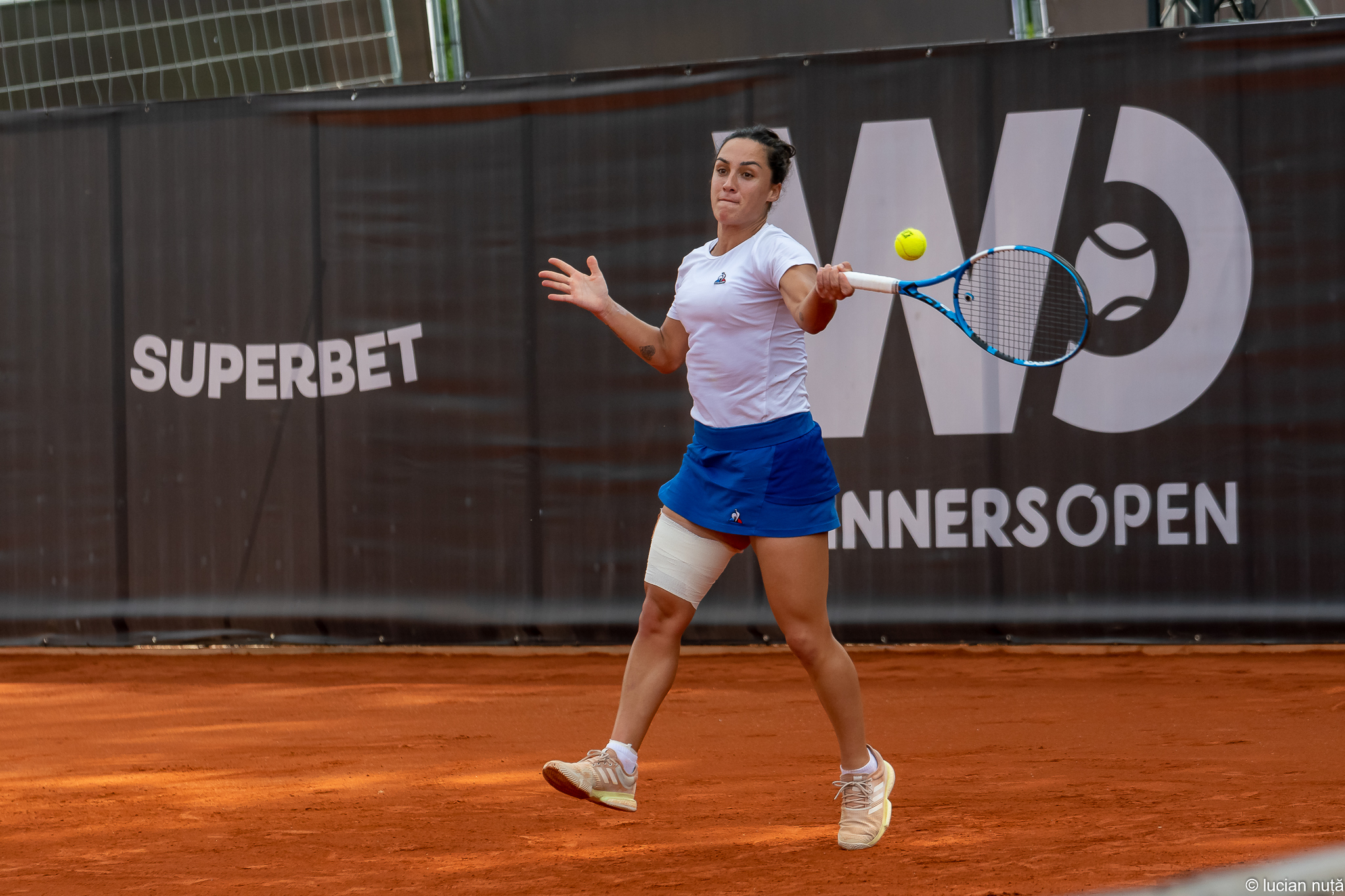
Martina nel 2021

La toscana inizia la stagione al WTA 500 di Abu Dhabi, dove esce subito per mano di Julija Putinceva (3-6 3-6). In seguito prende parte al Gippsland Trophy di Melbourne: anche in questa circostanza perde al primo turno, contro Petkovic (1-6 6-3 5-7). Anche agli Australian Open viene sconfitta al primo turno, stavolta dalla russa Aleksandrova, per 3-6, 4-6. Più fortunato il debutto a livello Slam in doppio dove concorre insieme ad Aleksandra Krunić: raggiunge infatti i quarti diventando la prima italiana a riuscirci dopo Errani e Vinci nel 2014, garantendosi anche il raggiungimento della migliore classifica in carriera nel ranking mondiale di categoria e il momentaneo primato italiano in doppio.
Dopo l'eliminazione al debutto nelle qualificazioni di Doha perde al turno decisivo di quelle di Dubai ma, grazie al ritiro di Azaranka, viene ripescata e debutta direttamente al secondo turno: qui incontra la Garcia, dalla quale viene battuta per 6-2, 6-4; per Trevisan si è trattato del primo incontro in un WTA 1000 nonché del debutto sul veloce nel massimo circuito.
In seguito partecipa al torneo 250 di Monterrey dove viene sconfitta al primo turno da Nina Stojanović per 3-6 2-6. La settimana successiva perde al primo turno di qualificazione di Miami. A Charleston invece viene eliminata al primo turno dalla tunisina Ons Jabeur con un doppio 2-6. Non riesce a qualificarsi nemmeno per il WTA 1000 di Madrid ed esce al primo turno al torneo 125 di Saint-Malo. La stessa cosa si ripete agli Internazionali d'Italia a cui aveva preso parte senza passare per le qualificazioni grazie ad una wild card.
Agli Open di Francia vince contro la belga Alison Van Uytvanck con il punteggio di 7-5 4-6 6-4, mentre al secondo torno perde per mano della romena Sorana Cîrstea per 4-6 6-3 4-6, non riuscendo così a difendere i punti conquistati nell'edizione precedente. Al torneo di Bol esce ai quarti di finale, sconfitta dalla tennista romena Irina Bara.
Al torneo 250 di Bad Homburg giocato sull'erba, perde contro la settima testa di serie Sara Sorribes Tormo al primo turno. La stagione sull'erba continua con l'inizio del Torneo di Wimbledon, ma per Trevisan durerà poco vista la sconfitta al primo round per mano di Elena Vesnina con un netto 5-7 1-6.
Alle due sconfitte al primo turno se ne aggiunge una terza, nel torneo ITF da 100000 $ di Contréxeville dove viene battuta dalla numero 543 Oksana Selekhmeteva. Successivamente prende parte al Belgrade Ladies Open come quinta testa di serie ma si ferma ai quarti di finale perdendo contro Arantxa Rus.
Ai tornei 250 di Cluj-Napoca e di Cleveland perde al primo turno, rispettivamente contro Kristýna Plíšková e Zhang Shuai. Sarà più fortunata agli US Open dove approda al secondo turno dopo aver sconfitto in due set Coco Vandeweghe con il punteggio di 6-1 7-5. Viene fermata dalla testa di serie numero 11 Belinda Bencic che si impone in due set (6-3 6-1). A settembre conquista la finale del Liqui Moly Open e poi vince il torneo da 80000 $ di Valencia. Grazie a questi due risultati si piazza all posizione numero 66 raggiungendo il suo best ranking.
Al torneo di Indian Wells accede al main draw in seguito alle vittorie su Hailey Baptiste per 6-2 6-4 e su Reese Brantmeier per 6-1 6-2. Nel primo turno supera Marie Bouzková in tre ore e 52 minuti: il secondo match più lungo dell'anno, con il punteggio di 6-4 6(8)–7 6-4. Nel secondo turno incontra Anett Kontaveit e al punteggio di 3-6 2-5, con Kontaveit che avrebbe servito per il match, Trevisan è costretta a ritirarsi a causa di un dolore alla gamba che non le permette di giocare.

### 2022: primo titolo WTA in singolare, semifinale al Roland Garros, Top 30 e numero uno d'Italia
Trevisan inizia l'anno a Melbourne, ma perde al primo turno di qualificazione contro Birrel. Conquista invece l'accesso al main draw degli Australian Open, dopo aver battuto Fetecău, Fourlis e Havarcova. Supera anche il primo turno battendo Nao Hibino in due set (6-2, 6-3) raggiungendo per la prima volta il secondo turno nello Slam australiano; qui viene battuta dalla n.8 del seeding Paula Badosa per 6-0 6-3.
Al Rabat Open Trevisan raggiunge per la seconda volta in carriera i quarti di finale in un torneo maggiore (dopo quelli al Roland Garros 2020), imponendosi su You Xiaodi (6-0 6-4) e sulla testa di serie numero 1 e due volte campionessa Slam Garbiñe Muguruza (2-6 6-4 6-1), sconfiggendo per la seconda volta in carriera una top 10. Affronta poi Arantxa Rus, avendo la meglio per 7–6(4) 6-3 ed accedendo alla sua prima semifinale nel circuito maggiore, dove incontra la connazionale Lucia Bronzetti. Il derby italiano si conclude a favore di Trevisan (6-3 6-3), permettendole di raggiungere la prima finale WTA nel circuito maggiore. Si sfida per il titolo con Claire Liu, sulla quale prevale per 6-2 6-1, aggiudicandosi il primo titolo WTA in carriera. Contestualmente migliora il suo posizionamento in classifica registrando un nuovo best ranking alla posizione 59. Si presenta quindi all'Open di Francia dove si sbarazza agevolmente di Harriet Dart per 6-0 6-2, di Magda Linette per 6-3 6-2 e poi di Daria Saville per 6-3 6-4. Agli ottavi riesce a sconfiggere la bielorussa Aljaksandra Sasnovič per 7–6(10) 7-5, approdando per la seconda volta in carriera ai quarti di finale dello Slam parigino. Batte poi la canadese Leylah Annie Fernandez, finalista degli US Open 2021, in tre set (6-2 6(3)–7 6-3) e raggiunge la semifinale: per lei è la prima volta in carriera in un torneo del Grande Slam, e la prima di un'italiana a Parigi da Sara Errani nel 2013 (sconfitta dalla futura vincitrice Serena Williams). Viene fermata da Cori Gauff che vince con lo score di 6-3 6-1. In seguito all'ottimo risultato ottenuto, raggiunge un nuovo best ranking alla posizione numero 27. Dopo tre settimane di pausa scende di nuovo in campo al torneo di Wimbledon, dove però viene eliminata al primo turno da Elisabetta Cocciaretto per 6-2 6-0.
Nel luglio 2022 raggiunge la posizione 24 della classifica WTA, superando Camila Giorgi come numero uno d'Italia. Torna in campo sulla terra rossa di Budapest dove si ferma ai quarti di finale contro Anna Bondár (6-4 6-1), mentre salta il torneo di Palermo a causa di un problema fisico rientrando ad agosto per la parte di stagione sul cemento. Colleziona una serie di sconfitte che hanno inizio al WTA 1000 canadese dove esce subito contro Beatriz Haddad Maia così come a Cincinnati dove perde contro Kalinskaja. A Cleveland, dopo la vittoria a tavolino contro Zhang Shuai subisce una rimonta da Mayar Sherif (2-6 6-2 6-4), mentre agli US Open si fa sorprendere con una sconfitta in due set da Evgenija Rodina che giocava il primo match dopo tre anni di assenza dal circuito. Anche a Portorose non va meglio poiché perde subito contro Kateřina Siniaková. Dopo la parentesi su terra rossa a Parma dove anche in quel caso esce al primo turno, torna a vincere un match sul veloce di San Diego contro Osorio, arrendendosi successivamente a Collins. Al 1000 di Guadalajara raggiunge il terzo turno dopo aver superato Hibino e Siniaková, perdendo per mano di Gauff (6-0 6-3).

### 2023: finale alla United Cup e in Billie Jean King Cup, quarti di finale a Miami e Guadalajara ebest ranking

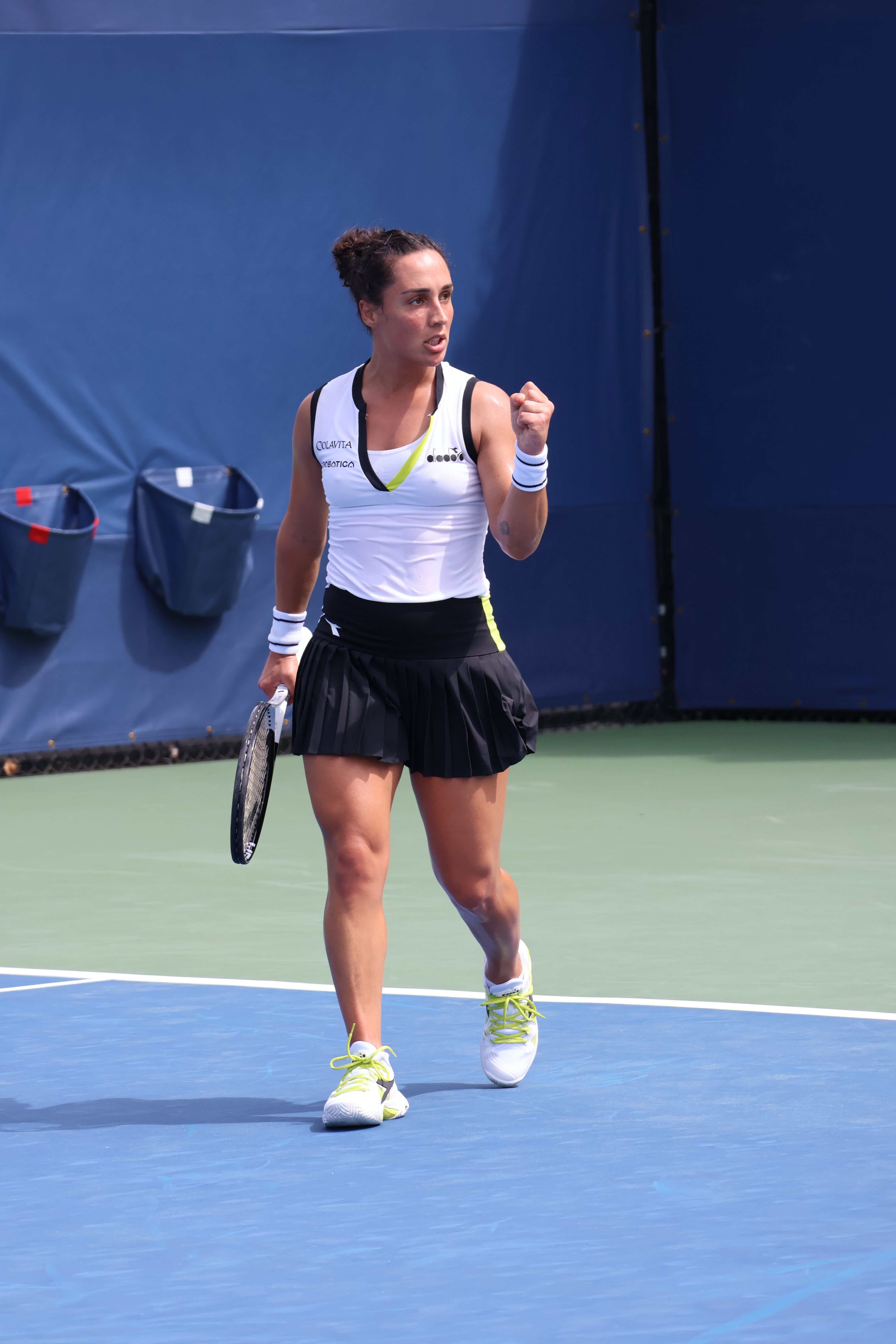
Martina Trevisan agli US Open 2023

Martina inizia l'anno alla United Cup, convocata nella squadra italiana, con la quale raggiunge la finale. L'azzurra vince due match su cinque e uno di questi è l'incontro con Maria Sakkarī valido per la sfida in semifinale di Italia-Grecia dove riesce ad imporsi contro la n°6 del mondo in tre set (6-3 6(4)–7 7-5). Trevisan prende poi parte agli Australian Open ma esce al primo turno contro Anna Karolína Schmiedlová (6-3 6-2); anche nei tornei successivi di Abu Dhabi, Doha e Dubai ottiene lo stesso risultato. La prima vittoria in stagione arriva ad Indian Wells dove parte dal secondo turno come testa di serie n°23 e prevale in rimonta su Madison Brengle (5-7 6-1 6-2); al terzo turno perde in tre set contro Karolína Muchová (6-4 3-6 6-4). A Miami, partendo sempre dal secondo turno, elimina Hibino (6-4 6-3), rimonta contro Liu (4-6 7-5 6-4) e raggiunge per la prima volta il quarto turno in un torneo WTA 1000 dove vince a sorpresa contro l'ex n°5 del mondo Jeļena Ostapenko con un doppio 6-3, prima di essere fermata dalla n°7 Elena Rybakina con uno score netto di 6-3 6-0.
A maggio 2023 entra per la prima volta in top 20, alla posizione numero 18, suo best ranking. Sulla terra, i migliori piazzamenti sono i quarti a Rabat e gli ottavi a Madrid; al Roland Garros, dove difendeva la semifinale, esce di scena già al primo turno contro la rientrante Elina Svitolina (2-6 2-6); a causa di tale risultato, fuoriesce dalla top-50.
Sull'erba non centra alcuna vittoria tra Bad Homburg e Wimbledon. Nel torneo casalingo di Palermo, viene subito eliminata dalla prima testa di serie Dar'ja Kasatkina. Ad Amburgo viene fermata nei quarti dalla sorpresa del torneo Noma Noha Akugue. Sul cemento americano, non va oltre il secondo turno allo US Open e a Cincinnati.
Nel penultimo '1000' stagionale di Guadalajara, Martina supera in due set Schuurs e la connazionale Paolini; agli ottavi, si impone in rimonta sulla n°7 del mondo Ons Jabeur (6(4)-7 7-5 6-3), centrando la quarta vittoria in carriera su una top-10 e il secondo quarto stagionale di questo livello dopo quello colto a Miami. Tra le ultime otto, l'italiana si arrende contro-pronostico a Caroline Dolehide con lo score di 6-3 6(9)-7 3-6, non concretizzando un break di vantaggio e quattro match-point nel secondo set.
Nella trasferta asiatica, Martina raggiunge la semifinale nel torneo di Hong Kong, eliminando Bucșa, Fręch e Mertens. Nel penultimo atto, cede il passo a Katerína Siniaková (4-6 2-6). Dopo un'uscita prematura a Montasir, chiude la stagione partecipando alla Billie Jean King Cup per l'Italia: grazie ai suoi successi su Alizé Cornet ed Eva Lys, aiuta la nazionale azzurra a vincere i due tie contro Francia e Germania, qualificando la squadra italiana alla semifinale. Nella sfida contro la Slovenia, Trevisan regola Kaja Juvan in due set, portando il primo punto della sfida alle azzurre; con il successo di Paolini su Zidanšek, l'Italia chiude il tie con il punteggio di 2-0 in suo favore, tornando in finale nella competizione per squadre femminile per la prima volta dal 2013. Nella sfida per il titolo contro il Canada, Trevisan scende in campo per prima contro la 18enne Marina Stakusic da favorita: tuttavia, la tennista di Firenze viene sconfitta dalla giovane avversaria, con lo score di 5-7 3-6; a seguito della battuta d'arresto di Paolini contro Fernandez, l'Italia perde la finale per 2-0, non riuscendo nella conquista del suo 5º titolo.

### 2024: vittoria in Billie Jean King Cup
Dopo le sconfitte all'esordio nei tornei di Brisbane e Hobart, vince il primo match della stagione agli Australian Open contro contro Renata Zarazua ma viene eliminata al secondo turno dalla francese Dodin. Anche nei mesi successivi la partecipazione ai tornei del circuito principale riserva ben poche soddisfazioni, con eliminazioni al primo turno a Linz, Doha, Dubai, Indian Wells e Miami. Di rilievo, nel WTA 500 di Linz, la seconda semifinale raggiunta in carriera in doppio a livello WTA, dopo quella di Palermo del 2020, come allora insieme ad Elisabetta Cocciaretto. A Rouen torna a vincere un match contro la ex numero uno del mondo Naomi Osaka, al tempo del torneo numero 192 del mondo, ma viene di nuovo sconfitta al secondo turno, stavolta dall'ucraina Anhelina Kalinina. 
Segue una nuova serie di eliminazioni al primo turno durante la stagione su terra battuta a Madrid e Roma interrotta dal primo turno superato a Rabat ai danni di un'altra giapponese, Hibino, prima del derby perso contro Lucia Bronzetti al secondo turno. Sconfitta al primo turno sia al Roland Garros (dalla serba Danilovic) che a Wimbledon (dalla numero 12 del torneo, Madison Keys), gioca alcuni tornei del circuito WTA 125 ottenendo il suo primo titolo di categoria a Båstad grazie al successo nei quarti sulla numero uno del tabellone, Diane Parry e alla vittoria in finale con la statunitense Li. 
Dopo nuove eliminazioni al primo turno a Palermo, allo Iași Open e a Cleveland, esce al debutto anche agli US Open contro l'americana Townsend. Torna a disputare un quarto di finale nel circuito maggiore a Guadalajara grazie ai successi su Dolehide e Zarazua prima della sconfitta inflittale dalla qualificata australiana Olivia Gadecki, poi finalista del torneo. Anche nei tornei asiatici di fine stagione raccoglie risultati modesti: subisce infatti sconfitte all'esordio in tutti i tornei a cui prende parte (Pechino, Guangzhou, le qualificazioni di Wuhan) ad eccezione di quello di Jiangxi dove batte la wild card cinese Wushuang Zheng e Anna Bondar disputando così il secondo e ultimo quarto di finale della stagione, dove viene superata in tre set da Sramkova. Chiude la stagione uscendo dalla top 100 della classifica WTA.
Il 20 novembre 2024 si laurea campionessa del mondo con la nazionale italiana vincendo la Billie Jean King Cup.

### 2025: intervento al piede e rientro
Trevisan è impossibilitata a partecipare ai primi tornei di stagione a causa del perdurare delle conseguenze di un problema al tallone, dovuto alla sindrome di Haglund, che aveva già compromesso parte della stagione precedente. A marzo annuncia che, fallite le cure conservative, è costrretta a sottoporsi ad un intervento chirurgico. Durante i mesi di stop ha collaborato con la rete televisiva SuperTennis in qualità di commentatrice dei match del torneo femminile degli Internazionali di Roma. 
Rientra in campo a luglio nel torneo in cui aveva conquistato il suo ultimo titolo, il WTA 125 di Båstad: qui vince il match d'esordio contro Astra Sharma ed esce agli ottavi da Kawa. Anche nel torneo successivo a Roma, appartentente alla stessa categoria, si ferma agli ottavi contro Semenistaja, dopo aver eliminato al primo turno la connazionale Nuria Brancaccio. 
Il rientro in un torneo del circuito maggiore avviene a Cincinnati dove Trevisan, nel frattempo scivolata alla posizione 269 del ranking, tenta la via delle qualificazioni perdendo però in due set contro l'argentina Sierra già al primo turno.

## Statistiche WTA

### Singolare

#### Vittorie (1)
| Legenda              |
| -------------------- |
| Grande Slam (0)      |
| Ori Olimpici (0)     |
| WTA Finals (0)       |
| WTA Elite Trophy (0) |
| Dal 2021             |
| WTA 1000 (0)         |
| WTA 500 (0)          |
| WTA 250 (1)          |

| N. | Data           | Torneo              | Superficie  | Avversaria in finale | Punteggio |
| 1. | 21 maggio 2022 | Marocco Open, Rabat | Terra rossa | Claire Liu           | 6–2, 6–1  |

### Doppio

#### Sconfitte (1)
| Legenda               | Legenda      |
| --------------------- | ------------ |
| Grande Slam (0)       |              |
| Argenti Olimpici (0)  |              |
| WTA Finals (0)        |              |
| WTA Elite Trophy (0)  |              |
| Dal 2009 al 2020      | Dal 2021     |
| Premier Mandatory (0) | WTA 1000 (0) |
| Premier 5 (0)         | WTA 1000 (0) |
| Premier (0)           | WTA 500 (0)  |
| International (1)     | WTA 250 (0)  |

| N. | Data          | Torneo                       | Superficie  | Compagna               | Avversarie in finale        | Punteggio |
| 1. | 9 agosto 2020 | Palermo Ladies Open, Palermo | Terra rossa | Elisabetta Cocciaretto | Arantxa Rus Tamara Zidanšek | 5-7, 5-7  |

## Circuito WTA 125

### Singolare

#### Vittorie (1)
| N. | Data           | Torneo               | Superficie  | Avversaria in finale | Punteggio |
| 1. | 14 luglio 2024 | Swedish Open, Båstad | Terra rossa | Ann Li               | 6-2, 6-2  |

#### Sconfitte (1)
| N. | Data              | Torneo                    | Superficie  | Avversaria in finale | Punteggio |
| 1. | 12 settembre 2021 | Open Karlsruhe, Karlsruhe | Terra rossa | Mayar Sherif         | 3-6, 2-6  |

## Statistiche ITF

### Singolare

#### Vittorie (10)
| Torneo 100000 $ (0) |
| Torneo 80000 $ (1)  |
| Torneo 75000 $ (0)  |
| Torneo 60000 $ (0)  |
| Torneo 50000 $ (0)  |
| Torneo 25000 $ (5)  |
| Torneo 15000 $ (0)  |
| Torneo 10000 $ (4)  |

| N.  | Data              | Torneo                                   | Superficie  | Avversaria in finale | Punteggio     |
| 1.  | 8 settembre 2014  | ITF 10000 $, Pula                        | Terra rossa | Cristiana Ferrando   | 6–4, 6-3      |
| 2.  | 15 settembre 2014 | ITF 10000 $, Pula                        | Terra rossa | Marie Benoît         | 6–4, 6-3      |
| 3.  | 17 maggio 2015    | ITF 10000 $, Pula                        | Terra rossa | Ullrikke Eikeri      | 6-3. 3-6, 6-1 |
| 4.  | 27 luglio 2015    | ITF 25000 $, Roma                        | Terra rossa | Lisa Sabino          | 6–1, 6-3      |
| 5.  | 4 ottobre 2015    | ITF 10000 $, Pula                        | Terra rossa | Anastasia Grymalska  | 7-5, 3-6, 6-1 |
| 6.  | 28 agosto 2016    | ITF 25000 $, Bagnatica                   | Terra rossa | Katarzyna Piter      | 6–1, 5–7, 7–5 |
| 7.  | 9 ottobre 2016    | ITF 25000 $, Pula                        | Terra rossa | Beatriz Haddad Maia  | 6–3, 6–4      |
| 8.  | 25 giugno 2017    | ITF 25000 $+H, Varsavia                  | Terra rossa | Olga Ianchuk         | 6–2, 6–4      |
| 9.  | 22 settembre 2019 | ITF W25, Pula                            | Terra rossa | Seone Mendez         | 6–4, 5-7, 7-5 |
| 10. | 19 settembre 2021 | Open Internacional de Valencia, Valencia | Terra rossa | Dalma Galfi          | 4-6, 6-4, 6-0 |

#### Sconfitte (8)
| Torneo 100000 $ (1) |
| Torneo 80000 $ (0)  |
| Torneo 75000 $ (0)  |
| Torneo 60000 $ (1)  |
| Torneo 50000 $ (0)  |
| Torneo 25000 $ (5)  |
| Torneo 15000 $ (0)  |
| Torneo 10000 $ (1)  |

| N. | Data              | Torneo                                                 | Superficie  | Avversaria in finale      | Punteggio     |
| 1. | 11 agosto 2014    | ITF 10000 $, Innsbruck                                 | Terra rossa | Iva Mekovec               | 6–2, 2–6, 1–6 |
| 2. | 18 settembre 2016 | Open GDF SUEZ de Biarritz, Biarritz                    | Terra rossa | Rebecca Šramková          | 3–6, 6–4, 1–6 |
| 3. | 4 giugno 2017     | ITF 25000 $, Grado                                     | Terra rossa | Anna Karolína Schmiedlová | 6-2, 2-6, 4-6 |
| 4. | 3 settembre 2017  | ITF 25000 $, Bagnatica                                 | Terra rossa | Melanie Stokke            | 6(6)-7, 3-6   |
| 5. | 22 aprile 2018    | ITF 25000 $, Pula                                      | Terra rossa | Manon Arcangioli          | 6-2, 2-6, 4-6 |
| 6. | 10 giugno 2018    | Internazionali Femminili di Tennis di Brescia, Brescia | Terra rossa | Kaia Kanepi               | 4-6, 3-6      |
| 7. | 12 ottobre 2019   | ITF W25, Pula                                          | Terra rossa | Nadia Podoroska           | 6(5)-7, 1-6   |
| 8. | 21 novembre 2021  | ITF W25, Funchal                                       | Cemento     | Zheng Qinwen              | 3-6, 5-7      |

### Doppio

#### Vittorie (2)
| Torneo 100000 $ (0) |
| Torneo 80000 $ (0)  |
| Torneo 75000 $ (0)  |
| Torneo 60000 $ (0)  |
| Torneo 50000 $ (0)  |
| Torneo 25000 $ (0)  |
| Torneo 15000 $ (0)  |
| Torneo 10000 $ (2)  |

| N. | Data           | Torneo              | Superficie  | Compagna            | Avversaria in finale             | Punteggio |
| 1. | 15 agosto 2009 | ITF 10000 $, Pesaro | Terra rossa | Anastasia Grymalska | Alice Balducci Federica Di Sarra | 6-2, 6-2  |
| 2. | 19 aprile 2015 | ITF 10000 $, Pula   | Terra rossa | Alice Matteucci     | Giorgia Marchetti Anna Remondina | 6-2, 6-3  |

#### Sconfitte (1)
| Torneo 100000 $ (0) |
| Torneo 80000 $ (0)  |
| Torneo 75000 $ (0)  |
| Torneo 60000 $ (0)  |
| Torneo 50000 $ (0)  |
| Torneo 25000 $ (0)  |
| Torneo 150000 $ (0) |
| Torneo 10000 $ (1)  |

| N. | Data          | Torneo                | Superficie      | Compagna        | Avversaria in finale            | Punteggio        |
| 1. | 29 marzo 2015 | ITF 10000 $, Le Havre | Terra rossa (i) | Alice Matteucci | Erika Vogelsang Mandy Wagemaker | 1–6, 6–1, [6–10] |

## Billie Jean King Cup

### Vittorie (1)
| N. | Data             | Torneo                       | Superficie  | Compagne                                                           | Avversarie in finale                                                                               | Punteggio |
| 1. | 20 novembre 2024 | Billie Jean King Cup, Malaga | Cemento (i) | Lucia Bronzetti Elisabetta Cocciaretto Sara Errani Jasmine Paolini | Viktória Hrunčáková Renáta Jamrichová Tereza Mihalíková Anna Karolína Schmiedlová Rebecca Šramková | 2-0       |

#### Sconfitte (1)
| N. | Data             | Torneo                         | Superficie  | Compagne                                                                  | Avversarie in finale                                                                | Punteggio |
| 1. | 12 novembre 2023 | Billie Jean King Cup, Siviglia | Cemento (i) | Jasmine Paolini Elisabetta Cocciaretto Lucia Bronzetti Lucrezia Stefanini | Leylah Fernandez Rebecca Marino Eugenie Bouchard Marina Stakusic Gabriela Dabrowski | 0-2       |

## United Cup

### Sconfitte (1)
| N. | Data           | Torneo             | Superficie | Compagni                                                                                              | Avversari in finale                                                                                            | Punteggio |
| 1. | 8 gennaio 2023 | United Cup, Sydney | Cemento    | Lucia Bronzetti Camilla Rosatello Matteo Berrettini Lorenzo Musetti Andrea Vavassori Marco Bortolotti | Jessica Pegula Madison Keys Alycia Parks Desirae Krawczyk Taylor Fritz Frances Tiafoe Denis Kudla Hunter Reese | 0-4       |

## Risultati in progressione
| V | F | SF | QF | #T | RR | Q# | A | Z# | PO | O | F-A | SF-B | ND |

(V) Torneo vinto; raggiunto (F) finale, (SF) semifinale, (QF) quarti di finale, (#T) turni 4, 3, 2, 1; (RR) round - robin; (Q#) Turno di qualificazione; (A) assente dal torneo; (Z#) Zona gruppo Coppa Davis/Fed Cup (con indicazione numero); (PO) play-off Coppa Davis o Fed Cup; vinto un (O) oro, (F-A) argento o (SF-B) bronzo ai Giochi Olimpici; (ND) torneo non disputato.

### Singolare
Aggiornato alla fine del WTA Tour 2023.
| Tornei                         | 2017          | 2018          | 2019          | 2020          | 2021          | 2022          | 2023          | 2024    | 2025 | V–S       | V%        |
| ------------------------------ | ------------- | ------------- | ------------- | ------------- | ------------- | ------------- | ------------- | ------- | ---- | --------- | --------- |
| Tornei Grande Slam             |               |               |               |               |               |               |               |         |      |           |           |
| Australian Open, Melbourne     | A             | A             | Q3            | 1T            | 1T            | 2T            | 1T            | 2T      | A    | 2–5       | 29%       |
| Open di Francia, Parigi        | A             | Q3            | Q2            | QF            | 2T            | SF            | 1T            | 1T      | A    | 10–5      | 67%       |
| Wimbledon, Londra              | Q1            | Q2            | Q1            | ND            | 1T            | 1T            | 1T            | 1T      | A    | 0–4       | 0%        |
| US Open, New York              | Q2            | Q3            | Q1            | A             | 2T            | 1T            | 2T            | 1T      |      | 2–4       | 33%       |
| Vittorie-sconfitte             | 0–0           | 0–0           | 0–0           | 4–2           | 2–4           | 6–4           | 1–4           | 1–4     |      | 14–18     | 44%       |
| Nazionale                      |               |               |               |               |               |               |               |         |      |           |           |
| Giochi olimpici estivi         | Non disputati | Non disputati | Non disputati | Non disputati | A             | ND            | ND            | A       | ND   | –         |           |
| Fed Cup / Billie Jean King Cup | GM2           | A             | GM2           | PO            | PO            | RR            | F             | V       |      | 3–4       | 43%       |
| United Cup                     | Non disputata | Non disputata | Non disputata | Non disputata | Non disputata | Non disputata | F             | A       | A    | 2–3       | 40%       |
| Vittorie-sconfitte             | 1–0           | 0–0           | 0–2           | 0–0           | 1–0           | 0–1           | 3–4           | 0-0     |      | 5–7       | 42%       |
| WTA 1000                       |               |               |               |               |               |               |               |         |      |           |           |
| Doha / Dubai                   | Assente       | Assente       | Assente       | Assente       | 2T            | Q1            | 1T            | 1T / Q1 | A    | 0–3       | 0%        |
| Indian Wells                   | Assente       | Assente       | Assente       | ND            | 2T            | A             | 3T            | 1T      | A    | 2–3       | 40%       |
| Miami                          | Assente       | Assente       | Assente       | ND            | Q1            | Q1            | QF            | 1T      | A    | 3–2       | 60%       |
| Madrid                         | Assente       | Assente       | Assente       | ND            | Q1            | Q2            | 4T            | 1T      | A    | 2–2       | 50%       |
| Roma                           | Q1            | Q1            | A             | Q1            | 1T            | 1T            | 2T            | 1T      | A    | 1–4       | 20%       |
| Montréal / Toronto             | Assente       | Assente       | Assente       | ND            | A             | 1T            | A             | A       | A    | 0–1       | 0%        |
| Cincinnati                     | Assente       | Assente       | Assente       | Assente       | Assente       | 1T            | 2T            | Q2      | Q1   | 1–2       | 33%       |
| Wuhan                          | Assente       | Assente       | Assente       | Non disputato | Non disputato | Non disputato | Non disputato | Q1      |      | 0–0       | –         |
| Pechino                        | Assente       | Assente       | Assente       | Non disputato | Non disputato | Non disputato | 1T            | 1T      |      | 0–2       | 0%        |
| Guadalajara                    | Non disputato | Non disputato | Non disputato | Non disputato | Non disputato | 3T            | QF            | QF      |      | 7–3       | 70%       |
| Vittorie-Sconfitte             | 0–0           | 0–0           | 0–0           | 0–0           | 1–3           | 2–4           | 9–7           | 2-7     |      | 14–22     | 39%       |
| Carriera                       |               |               |               |               |               |               |               |         |      |           |           |
|                                | 2017          | 2018          | 2019          | 2020          | 2021          | 2022          | 2023          | 2024    | 2025 | Carriera  | Carriera  |
| Tornei giocati                 | 2             | 2             | 4             | 2             | 16            | 17            | 23            | 6       |      | 66        | 66        |
| Titoli                         | 0             | 0             | 0             | 0             | 0             | 1             | 0             | 0       |      | 1         | 1         |
| Totale V–S                     | 0–2           | 0–2           | 1–4           | 4–2           | 4–16          | 18–15         | 24–27         | 3-11    |      | 54–79     | 41%       |
| Ranking fine anno              | 205           | 184           | 156           | 84            | 113           | 28            | 42            | 126     |      | 4164167 $ | 4164167 $ |

* Note – I walkover ricevuti durante i tornei disputati non contano come vittorie.

## Vittorie contro giocatrici top 10
| Stagione | 2020 | 2021 | 2022 | 2023 | Totale |
| -------- | ---- | ---- | ---- | ---- | ------ |
| Vittorie | 1    | 0    | 1    | 2    | 4      |

| #    | Giocatrice       | Ranking | Evento                        | Superficie  | Turno | Punteggio        | Rank. MTR |
| ---- | ---------------- | ------- | ----------------------------- | ----------- | ----- | ---------------- | --------- |
| 2020 |                  |         |                               |             |       |                  |           |
| 1.   | Kiki Bertens     | 8       | Open di Francia, Parigi       | Terra rossa | 4T    | 6–4, 6–4         | 159       |
| 2022 |                  |         |                               |             |       |                  |           |
| 2.   | Garbiñe Muguruza | 10      | Morocco Open, Rabat           | Terra rossa | 2T    | 2–6, 6–4, 6–1    | 85        |
| 2023 |                  |         |                               |             |       |                  |           |
| 3.   | Maria Sakkarī    | 6       | United Cup, Sydney            | Cemento     | SF    | 6–3, 6(4)–7, 7–5 | 28        |
| 4.   | Ons Jabeur       | 7       | Guadalajara Open, Guadalajara | Cemento     | 3T    | 6(4)-7, 7-5, 6-3 | 54        |